# Antônio de Almeida Lustosa

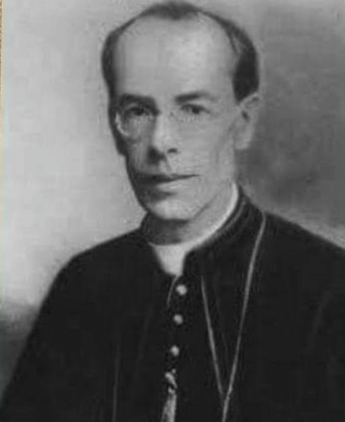
Erzbischof Antônio de Almeida Lustosa

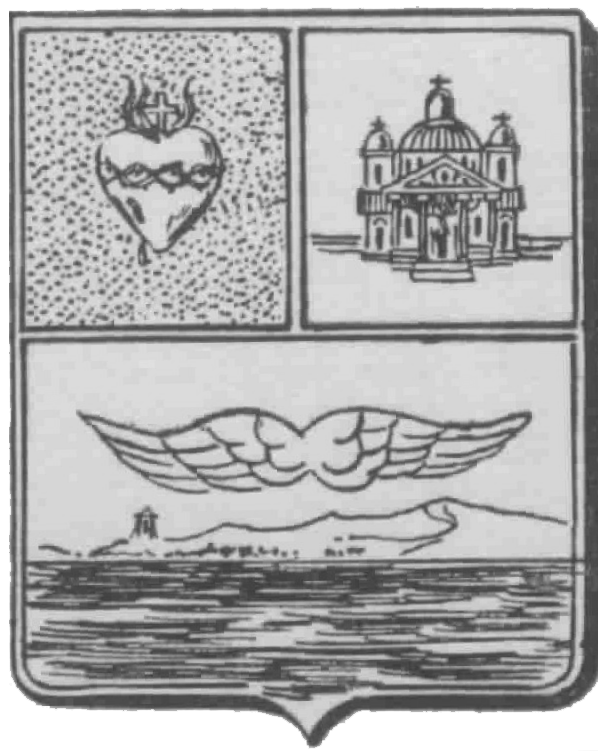
Wappenschild des Erzbischofswappens

Antônio de Almeida Lustosa SDB (* 11. Februar 1886 in São João del Rei, Brasilien; † 14. August 1974 in Carpina, Pernambuco) war ein römisch-katholischer Ordensgeistlicher und Erzbischof von Fortaleza.

## Leben
Am 29. Januar 1905 trat er in die Ordensgemeinschaft der Salesianer Don Boscos ein und empfing am 28. Januar 1912 in Taubaté durch Bischof Epaminondas Nunes de Ávila e Silva die Priesterweihe. Er unterrichtete Philosophie und Katholische Theologie. Außerdem war er zeitweilig Novizenmeister, Direktor und Vikar.
Am 4. Juli 1924 ernannte ihn Papst Pius XI. zum Bischof von Uberaba. Die Bischofsweihe spendete ihm der Erzbischof von Mariana, Helvécio Gomes de Oliveira SDB, am 11. Februar 1925 in São João del Rei; Mitkonsekratoren waren der Bischof von Goiás, Emanuel Gomes de Oliveira SDB, und der Bischof von Espírito Santo, Benedito Paulo Alves de Sousa.
Am 17. Dezember 1928 ernannte ihn Papst Pius XI. zum Bischof von Corumbá. Am 10. Juli 1931 schließlich ernannte ihn Papst Pius XI. zum Erzbischof von Belém do Pará. Schließlich wurde er durch Papst Pius XII. am 19. Juli 1941 ein weiteres Mal transferiert, nämlich zum Erzbischof von Fortaleza. Er trat das Amt am 5. November 1941 an. Als Erzbischof von Fortaleza nahm er 1952 an der Nationalkonferenz der Brasilianischen Bischöfe (CNBB) teil. Er gründete außerdem die Kongregation der Irmãs Josefinas.
Er nahm an der Vorbereitungsphase des Zweiten Vatikanischen Konzils und an der ersten Konzilsperiode (Oktober bis Dezember 1962) teil. Am 16. Februar 1963 nahm Papst Johannes XXIII. sein Emeritierungsgesuch an und ernannte ihn zum Titularerzbischof von Velebusdus. Er starb mit 88 Jahren im Haus der Salesianer in Carpina, Pernambuco. Seine sterblichen Überreste befinden sich in der Kathedrale von Fortaleza. Er hinterließ zahlreiche schriftstellerische und wissenschaftliche Werke.

## Seligsprechungsverfahren
1993 leitete die Erzdiözese Fortaleza den Seligsprechungsprozess ein. Am 2. Mai 2003 wurden die diözesanen Akten für gültig erklärt. Papst Franziskus erkannte ihm am 22. Juni 2023 den heroischen Tugendgrad zu.

## Werke
- Dom Macedo Costa (Bispo do Pará). Belém 1939.
- Carta Pastoral: em prol da saúde corporal e espiritual dos nossos diocesanos do interior. 2. Auflage, 1935.
- No estuário amazônico: à margem da visita pastoral. Belém 1976.
- Respigando. Fortaleza 1958.
- Abraçando a cruz. 4. Auflage. São Paulo 1982.